# Hyundai Coupé
Hyundai Coupé – samochód sportowy klasy kompaktowej produkowany pod południowokoreańską marką Hyundai w latach 1996 – 2008. 

## Pierwsza generacja

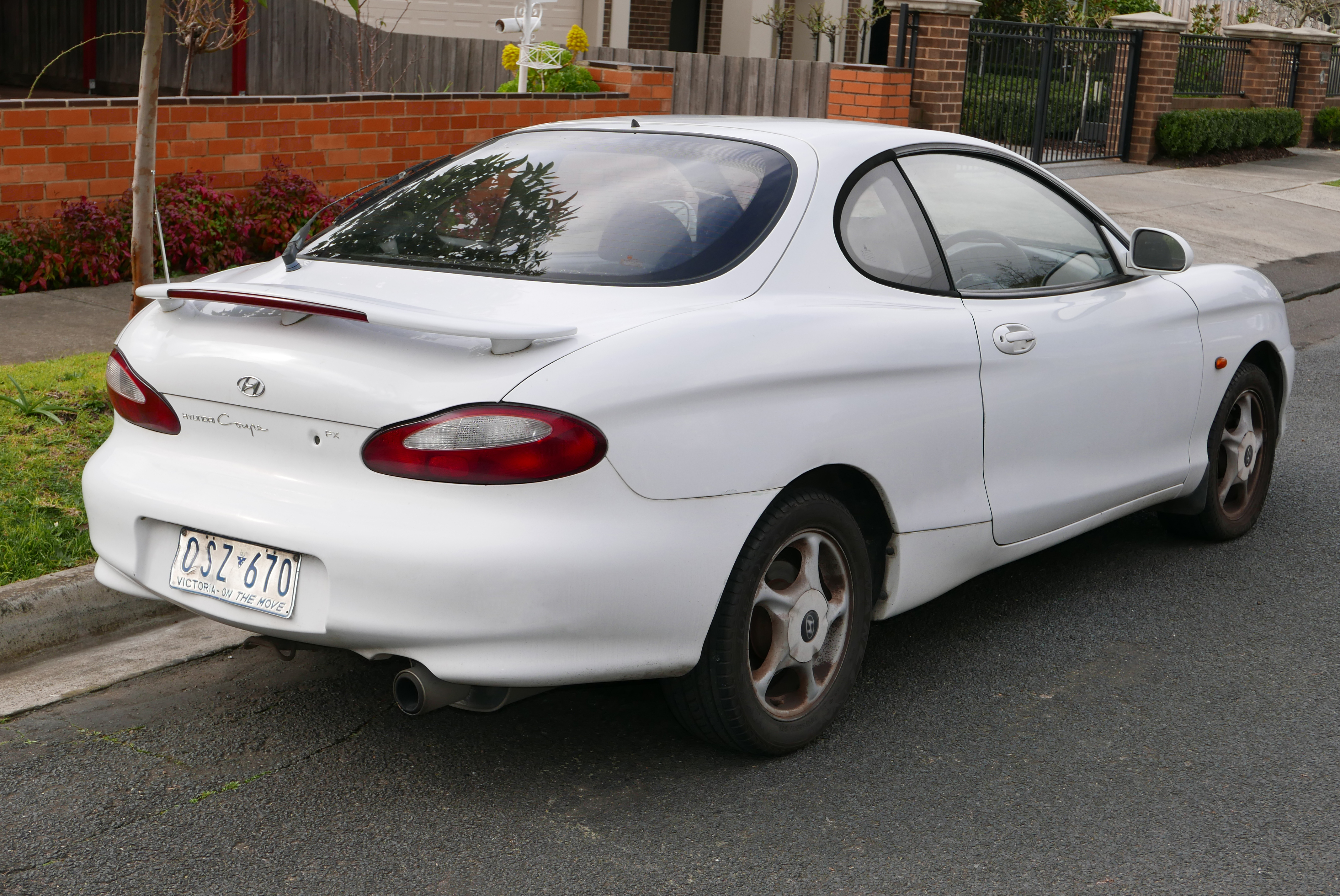
Hyundai Coupé I – tył

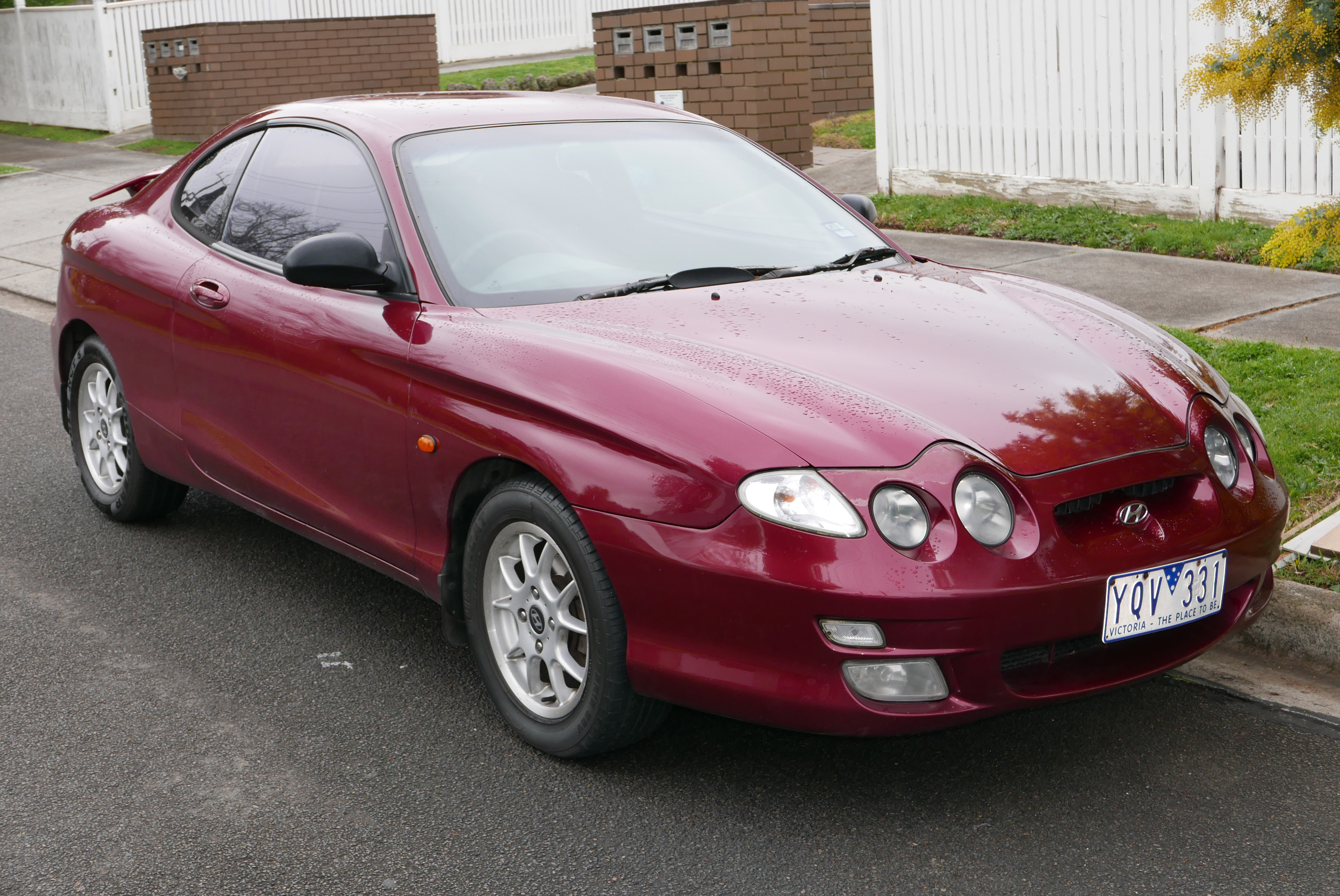
Hyundai Coupé I po liftingu

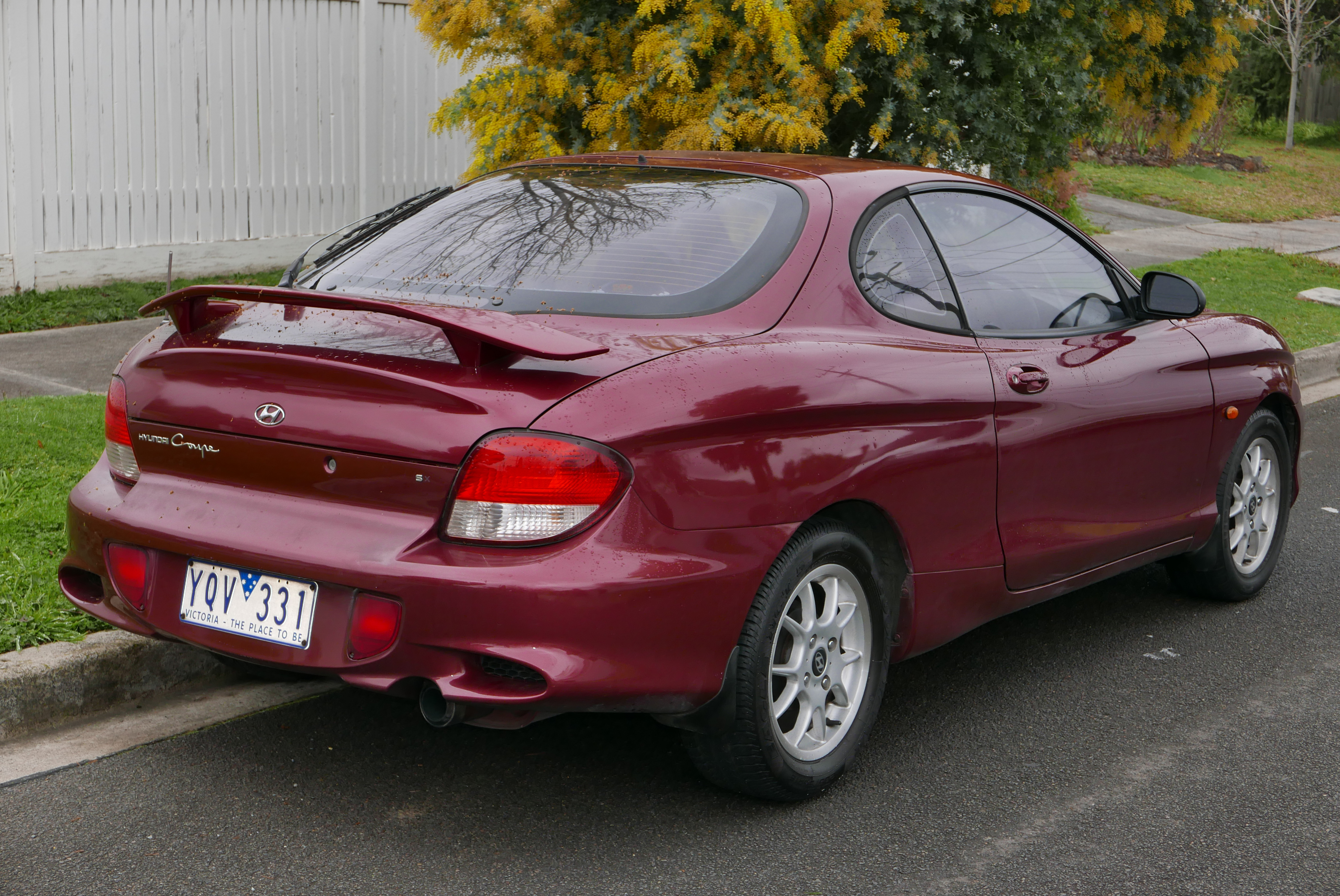
Hyundai Coupé I – tył po liftingu

Hyundai Coupé I został zaprezentowany po raz pierwszy w 1996 roku.
Model Coupé pojawił się w ofercie Hyundaia jako nowa odsłona kompaktowego samochodu sportowego mająca na celu zastąpić dotychczas oferowane coupe o nazwie Scoupe. 
Pierwsza generacja pojazdu charakteryzowała się obłą sylwetką z podłużnym przodem przyozdobionym agresywnie ukształtowanymi reflektorami, a także łukowato zarysowanymi nadkolami. Hyundai Coupé pierwszej generacji był samochodem przednionapędowym, a gamę jednostek napędowych tworzyły wyłącznie jednostki benzynowe.

### Lifting
W 1999 roku Hyundai Coupé I przeszedł obszerną restylizację nadwozia. W jej ramach pas przedni zyskał bardziej awangardową stylizację, z podwójnymi okrągłymi reflektorami w odseparowanych kloszach, a także umieszczonymi na krawędziach nadkoli trójkątnie ukształtowanymi kierunkowskazami. Tylne lampy stały się obszerniejsze, obejmując większą część nadwozia.

### Sprzedaż
Nazwę Coupé samochód nosił m.in. w Europie, a także w Australii. Na rodzimym rynku Korei Południowej, a także Stanach Zjednoczonych pojazd sprzedawano z kolei pod nazwą Hyundai Tiburon.

### Silniki
- L4 1.6l Beta I
- L4 1.8l Beta I
- L4 2.0l Beta I

## Druga generacja

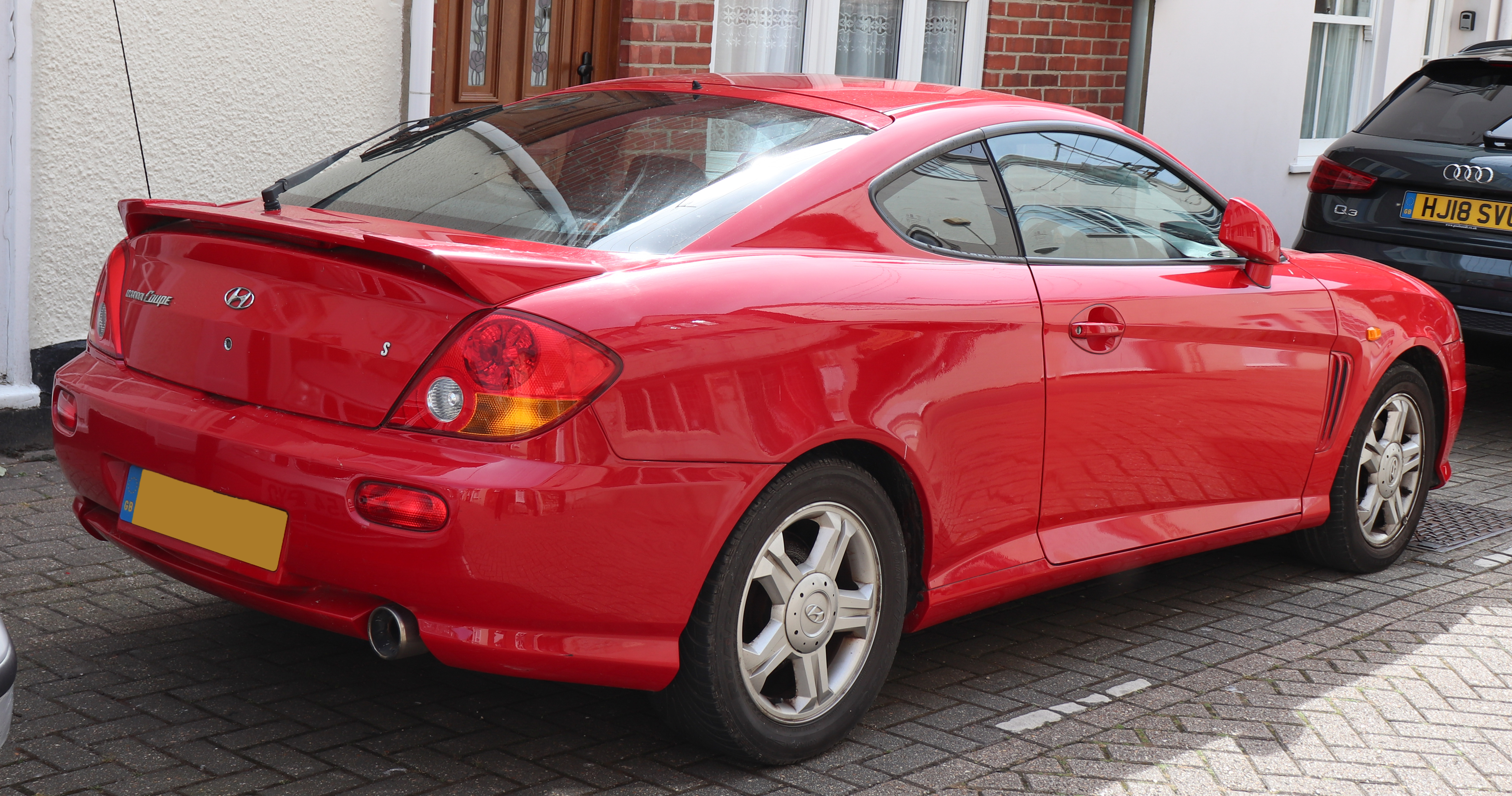
Hyundai Coupé II – tył

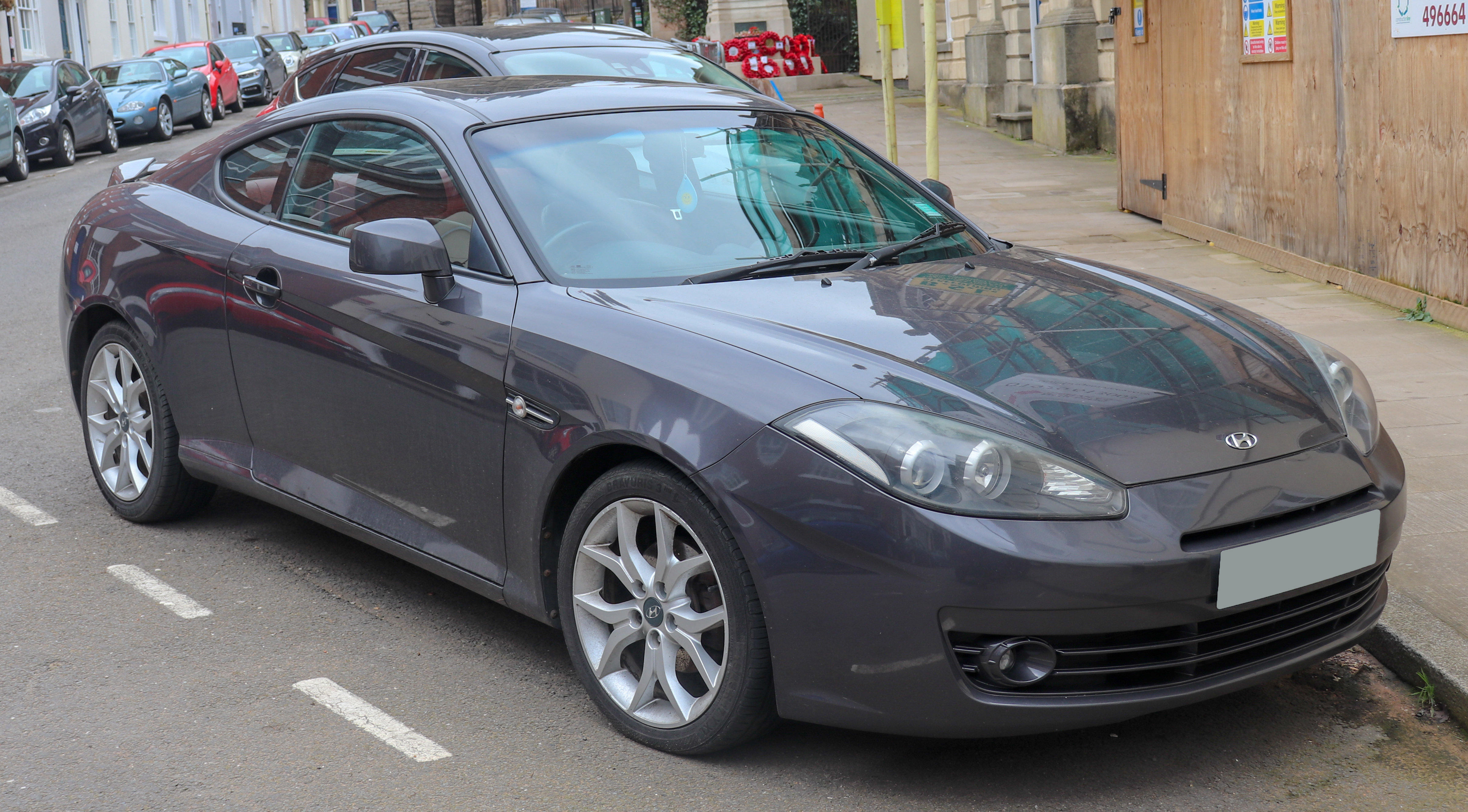
Hyundai Coupé II po liftingu

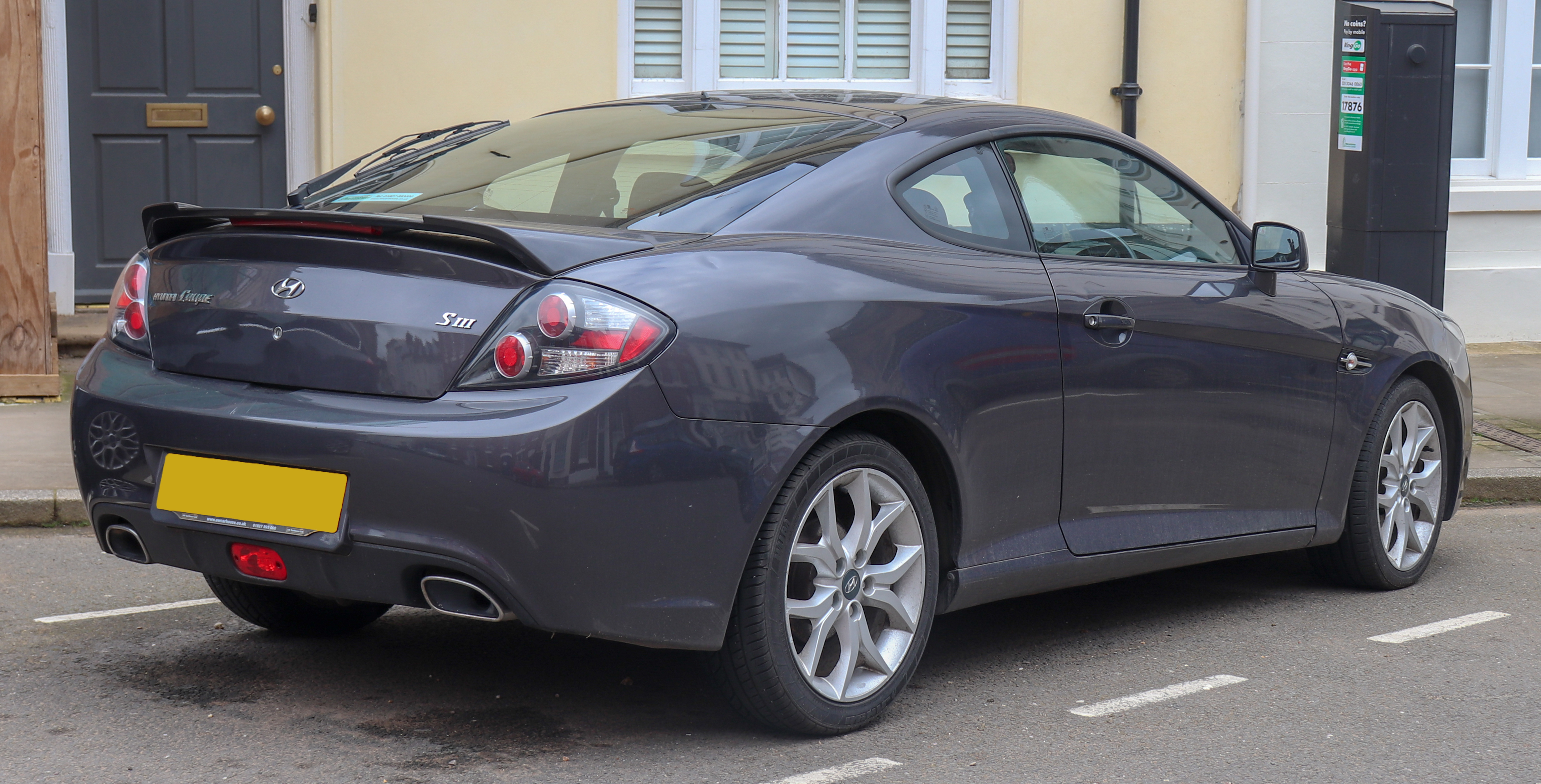
Hyundai Coupé II – tył po liftingu

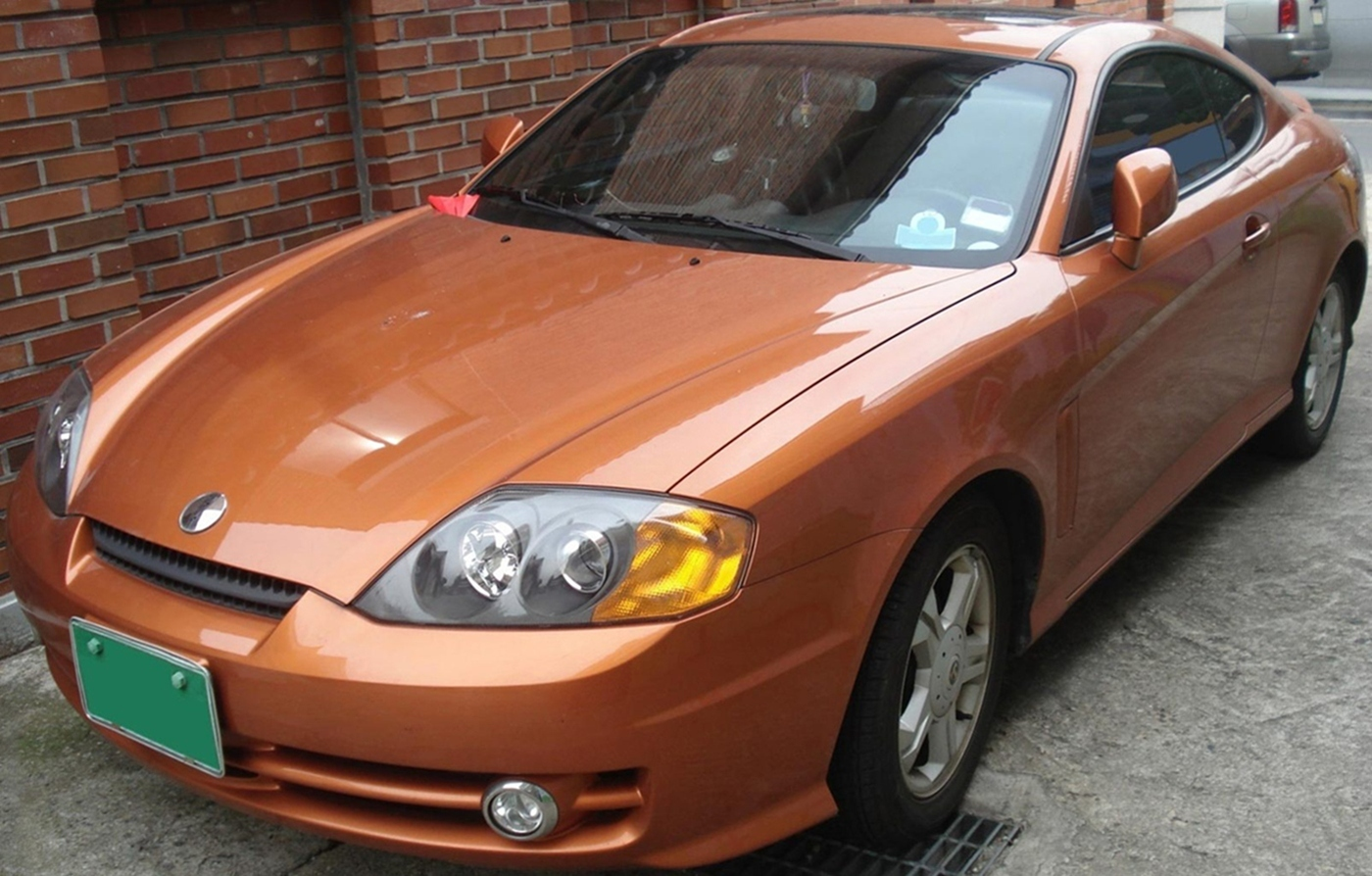
południowokoreański Hyundai Tuscani

Hyundai Coupé II został zaprezentowany po raz pierwszy w 2001 roku.
Druga generacja Coupé przyjęła bardziej konwencjonalną stylizację, zyskując muskularne i wyraźniej zaznaczone linie nadwozia. Jednocześnie, producent zachował charakterystyczne proporcje z podłużną przednią częścią nadwozia i łagodnie opadającą linią dachu.
W gamie jednostek napędowych poza czterocylindrowymi silnikami benzynowymi pojawił się także widlasty, sześciocylindrowy silnik typu Delta o pojemności 2,7-litra. Podobnie jak dotychczas, napęd był przenoszony na przednią oś w połączeniu z manulanymi lub automatycznymi przekładniami biegów.

### Lifting
W 2007 roku Hyundai Coupé drugiej generacji przeszedł obszerną restylizację nadwozia, zyskując bardziej strzeliście ukształtowane i wyżej umieszczone reflektory, a także odświeżony projekt lamp tylnych z szarym wypełnieniem i poprawioną jakość wykonania kabiny pasażerskiej.
W tej postaci produkcja Hyundaia Coupé drugiej generacji była kontynuowana do 2008 roku, po czym została ona zakończona, a rolę 2-drzwiowego coupe o sportowym charakterze przejął większy, tylnonapędowy model Genesis Coupe. W 2011 roku powrócono z kolei do koncepcji również i kompaktowego pojazdu o sportowym charakterze na rzecz modelu Veloster.

### Sprzedaż
Podobnie jak poprzednik, nazwę Coupé pojazd nosił zarówno w Europie, jak i Australii i Nowej Zelandii, z kolei jako Hyundai Tiburon oferowano go w Stanach Zjednoczoncyh. Dla wewnętrznego rynku Korei Południowej zdecydowano się zastosować tym razem inną nazwę, Hyundai Tuscani. 

### Silniki
- L4 1.6l Alpha II
- L4 2.0l Beta
- V6 2.7l Delta